# Пьетракамела
Пьетракамела (итал. Pietracamela) — коммуна в Италии, располагается в регионе Абруццо, в провинции Терамо.
Население составляет 308 человек (2008 г.), плотность населения составляет 7 чел./км². Занимает площадь 44 км². Почтовый индекс — 64047. Телефонный код — 0861.
Покровителем коммуны почитается святой Левкий, празднование во второе воскресение июля.
В коммуне ограниченно распространён диалект претароло

## Демография
Динамика населения:

## Администрация коммуны
- Официальный сайт: http://www.comune.pietracamela.te.it/